# Бойова машина вогнеметників
Бойова машина вогнеметників — вид бронетанкової техніки, зокрема броньована машина для вогнеметників. Машина зазвичай використовує шасі танка, без змін корпусу, крім бойового відділення і даху. Над бойовим відділенням встановлено броньована надбудова коробчатої форми. Результатом такої конструкції є автономна машина вогнеметників з підвищеною захищеністю жилого відділення.
Призначена для використання при боротьбі з добре укріпленими вогневими точками противника. Екіпаж, як правило, складається з командира, механіка-водія і команди вогнеметників. Саме вогнеметники і є основною вражаючою силою БМВ (на відміну від вогнеметного танка), ведучи вогонь через бійниці, не виходячи з-під захисту броні.

## Російські БМО
БМО-1 — Бойова Машина вогнеметників на базі БМП-2. Знаходиться на озброєнні Збройних Сил Росії з 2001 року.
БМО-Т — Бойова Машина вогнеметників-Важка на базі ОБТ Т-72. Знаходиться на озброєнні Збройних Сил Росії з 2001 року.